# WSK M06B1
WSK M06B1 – polski motocykl, produkowany przez Wytwórnię Sprzętu Komunikacyjnego w Świdniku.
Trudności z wprowadzeniem do produkcji seryjnej niektórych rozwiązań z modelu M06B zmusiły konstruktorów do opracowania nieco uproszczonej wersji motocykla. Ze względów technologicznych powrócono do płytkich błotników, toczoną osłonę gaźnika zastąpiła gięta, zniknął bagażnik. Nieco zmodyfikowany układ dolotowy silnika poprawił jego elastyczność i z uwagi na tłumik szmerów ssania pojazd stał się trochę cichszy.
Pierwsze 500 sztuk tej wersji WSK zeszło z taśmy na przełomie lat 1966/67. Masową produkcję uruchomiono w sierpniu 1967 roku. Jednostką napędową motocykla B1 był silnik z Nowej Dęby oznaczony symbolem S-01Z3A. W silniku zastosowano dłuższy, niż w wersjach poprzednich, króciec ssący. Zmiana poprawiła stopień napełniania oraz podwyższyła osiągi. Moment obrotowy wzrósł do 10,8 N/m przy 4600 obr./min. Moc silnika wynosiła 8 KM. Chromową powłokę zyskała dźwignia kickstartera oraz zmiany biegów.
Wypusty przed rokiem 1968 posiadały silnik S01-Z3 na zapłonie 31-06 zapożyczony z motocykla M06-64.
Silnik zblokowany był z trzystopniową skrzynią biegów. Motocykl wyposażony był w trzytarczowe mokre sprzęgło, a napęd na tylne koło przenoszony był przez łańcuch 1/2". Jednostka napędowa zasilana była przez gaźnik G-20 M o średnicy 20 mm. Silnik wmontowany był w ramę zamkniętą podwójną, wykonaną z ceowych, wzmocnionych belek.
Motocykl M06-B1 posiadał także inne innowacyjne na tamte czasy rozwiązania:
Zastosowano zamki kierownicy i siodła (niespotykane we wcześniejszych produkcjach WSK), podnóżki pasażera wróciły na konsolę ramy, a podnóżki kierowcy zyskały regulację, zmieniono także wygląd filtra powietrza, który pozostał w tej formie aż do zamknięcia fabryki w 1985 r., zmianie uległ także licznik i to dwukrotnie, nie zmieniono kranika, lecz wyeliminowano przestarzały i kłopotliwy przesuwany kranik starego typu.
Motocykl jako jedyny pojazd mechaniczny został oznaczony krajowym znakiem jakości "1", który nadawał Instytut Transportu Samochodowego w Warszawie, nagrodę zdobył w roku 1969.
W tym także roku model B1 przeszedł pierwszą zmianę – pod logiem "WSK" na baku zaczęto naklejać znak jakości "1", takie rozwiązanie było wyłącznie w roku 1969. Znaczek jakości "1" pojawił się także na dekielku od sprzęgła.
Kolejną zmianę motocykl przeszedł w następnym roku – 1970. Zmianie uległa kanapa: zamiast dotychczasowej 11-letniej kanapy profilowanej wprowadzono kanapę "płaską", która towarzyszyła tym motocyklom prawie bez zmieniania do końca produkcji, zmieniono także tylną lampę – zastosowano lampę z SHL Gazeli.

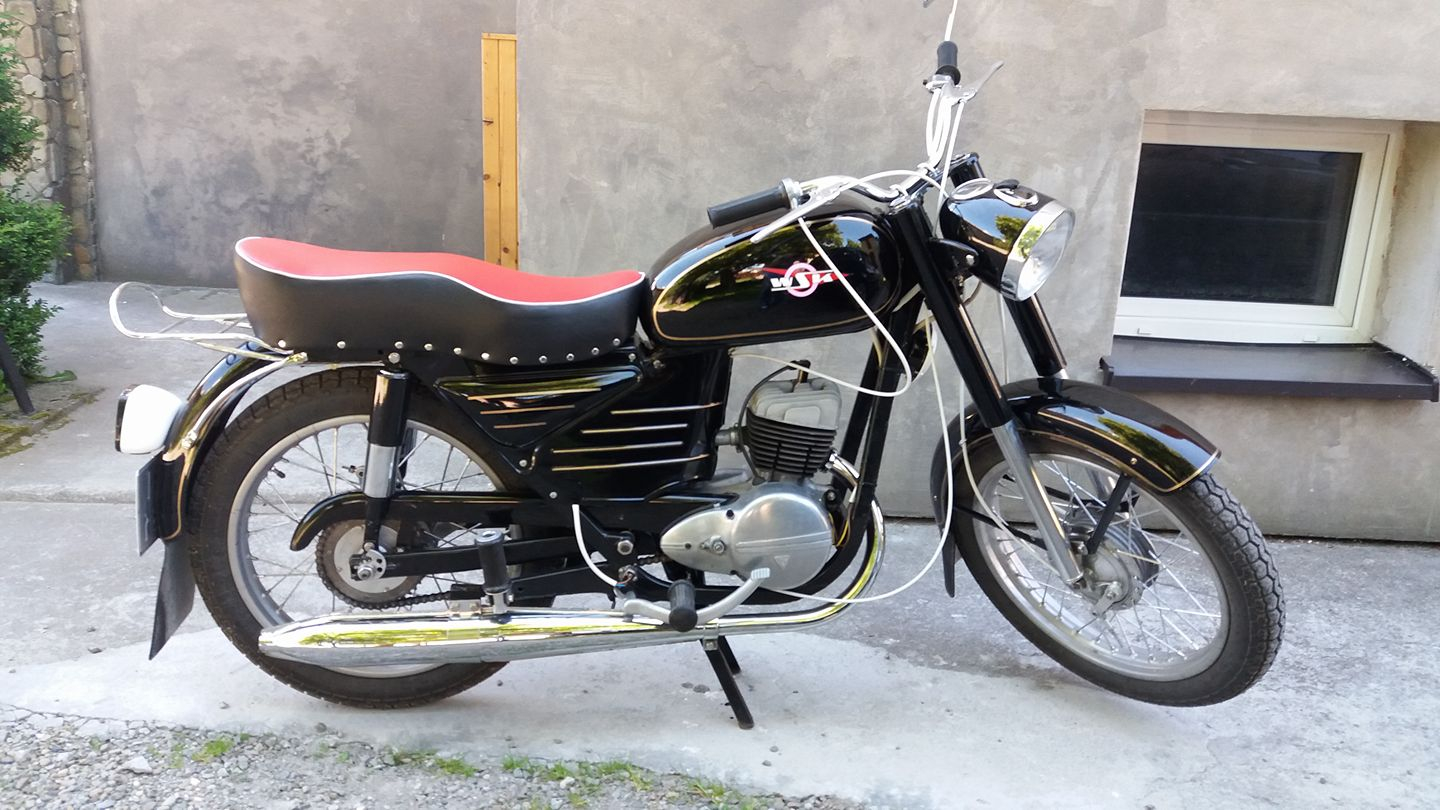
WSK M06B1

## Dane techniczne
- Silnik – dwusuwowy S 01 Z3A, chłodzony powietrzem
- Pojemność skokowa: 123 cm³
- Średnica cylindra: 52 mm
- Stopień sprężania: 6,9
- Moc – 7,3 KM przy 5300 obr./min
- Gaźnik – G20M
- Paliwo – mieszanka Etyliny 78 oktanowej (lub więcej) i oleju LUX 10 (zamiennie Mixol S) w stosunku 25:1
- Zużycie paliwa – 2,8 l/100 km przy 60 km/h
- Prędkość maksymalna ok. 80 km/h
- Zapłon – iskrownikowy, świeca zapłonowa 225 według Boscha (Iskra F80)
- Prądnica prądu zmiennego – 6 V, 28 W, prostownik selenowy
- Sprzęgło: 3-tarczowe, korkowe w kąpieli olejowej
- Skrzynia biegów: 3-biegowa
- Zbiornik paliwa – pojemność: 12,5 l, paliwo – etylina 78
- Pojemność skrzyni biegów: 0,5 l, olej LUX 10
- Masa własna: 98 kg
- Nośność: 160 kg